# Mas-ha
Mas-ha, en arabe : رافات, est un village du gouvernorat de Salfit en Palestine. Il est situé à 24 kilomètres au sud-ouest de Naplouse, au nord de la Cisjordanie.
Selon le recensement du bureau central palestinien des statistiques, la localité compte une population de 2 370 habitants en 2017.